# جراح کروتورن
جرّاحِ کروتورن کتابی است از سایمون وینچستر دربارهٔ همکاریِ ویلیام چستر ماینر با جیمز موری در کارِ فرهنگ انگلیسی آکسفورد.